# キジ島
キジ島（キジとう、キジー島、キージ島、ロシア語: Кижи、カレリア語: Kiži）は、ロシア連邦カレリア共和国のオネガ湖に浮かぶ島。キジ島は、ロシア正教会の美しい木造教会建築群で知られる。1960年、島全体が木造建築の特別保存地区に指定され、ロシア全土から様々な木造建築が移築された。1990年、これらの建築群がユネスコの世界遺産に登録された。ロシアでも有数の観光地である。
キジ島へはペトロザヴォーツクから高速船で行くのが一般的である（1時間強。冬季はオネガ湖が氷結し運休）。

## 概要・歴史

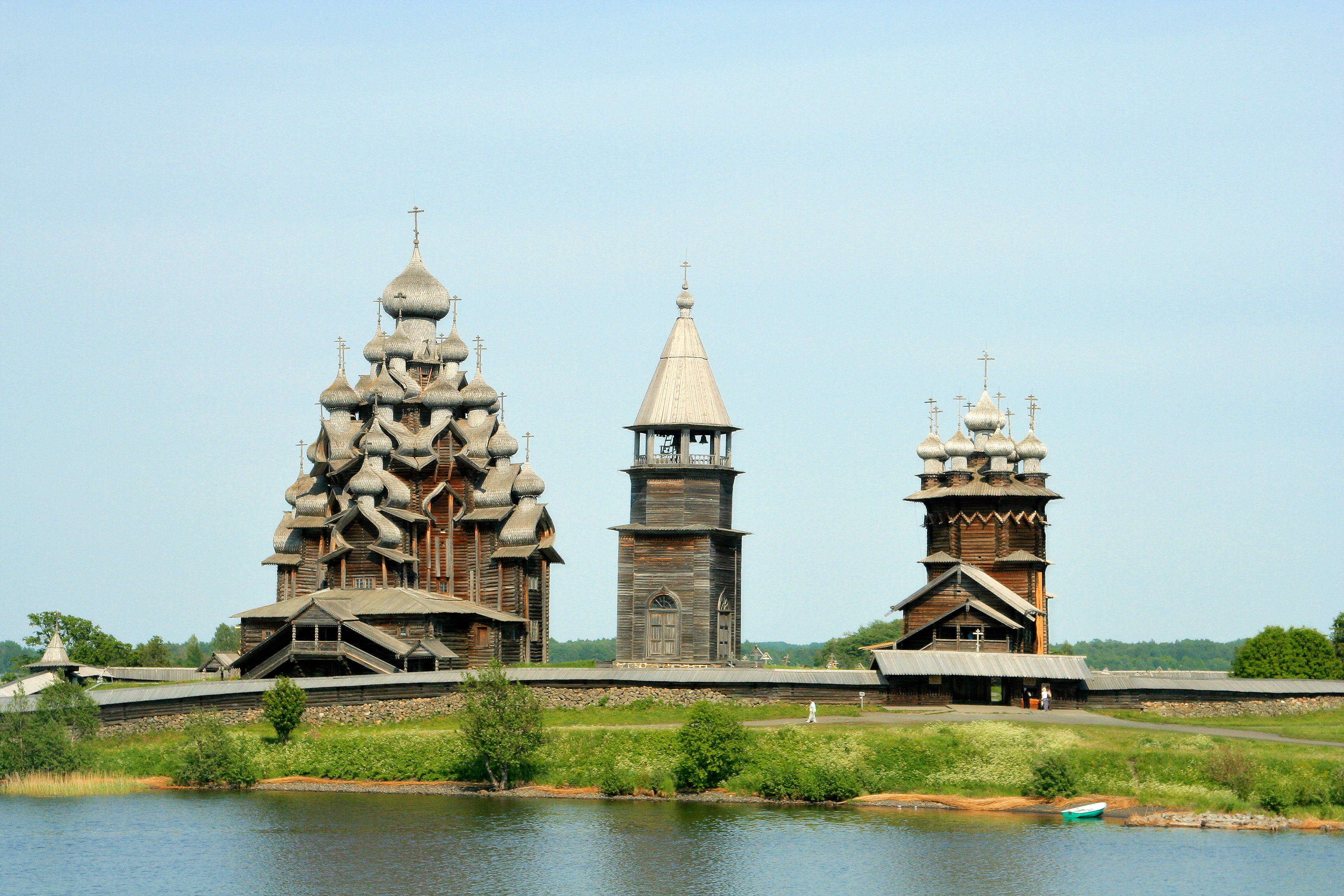
顕栄聖堂（プレオブラジェンスカヤ教会）（左）、鐘楼（中央）、生神女庇護聖堂（ポクロフスカヤ教会）（右）からなる木造教会建築群

キジ島は長さ約7キロメートル、幅500メートルの細長い島である。キジ島はオネガ湖のほかの5000あまりの大小様々な島嶼（最大で35キロメートル、最小は2メートルあまり）に囲まれている。16世紀に起源を持つ木造教会建築群は、ロシアでもよく知られた古い文化遺産のひとつである。
「キジ」という名前は、この地域の先住民であったカレリア人及びヴェプス人の言葉で「祭祀の場」を意味する。この時点では彼らの宗教は自然崇拝であり、そのための祭祀の場として使われた。14世紀から15世紀にかけてノヴゴロドが支配領域を拡大すると、カレリア人とヴェプス人はノヴゴロドに同化し、正教に改宗した。正教改宗後もこの地は聖なる地として受け継がれていった。
キジ島は16世紀には、周辺の島嶼に成立していた130あまりの集落の中心地であった。この頃にはすでに顕栄聖堂（プレオブラジェンスカヤ教会）と生神女庇護聖堂（ポクロフスカヤ教会）の原型が成立していたと思われる。しかし、記録によれば顕栄聖堂は1690年に落雷で焼失し、生神女庇護聖堂も老朽化のため破却された。1700年から北方戦争が始まったことにより教会の再建は中断したが、戦後、ロシアはスウェーデンのバルト海における覇権を奪取したことから、カレリア地域における支配もより確固たるものとなった。また、ピョートル大帝による新首都サンクトペテルブルクの造営に代表される新たな社会建設の熱を帯びた時代精神が、この地における木造建築勃興を促すのに影響を与えたとされる。
こうして1714年、再興なった顕栄聖堂はまさに珠玉の建築と呼ぶにふさわしいものとなった。22の玉ねぎ型ドーム、最上部は高さ37メートルのドームを持つ、この木造バロックのイコノスタシスは圧巻である。顕栄聖堂には暖房が無く夏季専用の教会であったので、1764年、顕栄聖堂に隣接する形で9つのドームを持つ生神女庇護聖堂が建造された。1874年には鐘楼が建立され、こうして160年の歳月を掛けて、3つの木造教会建築群が完成した。これらの建築において最も特筆すべきひとつに釘をまったく使用していないことが挙げられる。鉄以外の金属はおろか、目地さえも木から作るという徹底振りを無名の職人たちは示した。また、様式の異なる複数の建築による空間構成はその後のロシア建築に大きな影響を与えた。

## 世界遺産
1966年、ソ連政府によって島全体が特別保存地域に指定されたのと同時にロシア木造建築博物館が設立、キジ島に置かれた。その後、カレリアをはじめ、ロシア全土から木造建築が移築された。特にムーロム修道院の聖ラーザリ復活教会は14世紀に立てられたロシア最古の木造教会建築である。その他にも教会建築、個人住宅、風車などが移築された。1990年、木造教会群が世界遺産に登録された。4月から9月まで定期船が運航し観光客も多いが、一方で老朽化のため、2002年より顕栄聖堂内部の観光が制限されている。

### 登録基準
この世界遺産は世界遺産登録基準のうち、以下の条件を満たし、登録された（以下の基準は世界遺産センター公表の登録基準からの翻訳、引用である）。
- (1) 人類の創造的才能を表現する傑作。
- (4) 人類の歴史上重要な時代を例証する建築様式、建築物群、技術の集積または景観の優れた例。
- (5) ある文化（または複数の文化）を代表する伝統的集落、あるいは陸上ないし海上利用の際立った例。もしくは特に不可逆的な変化の中で存続が危ぶまれている人と環境の関わりあいの際立った例。

## 画像

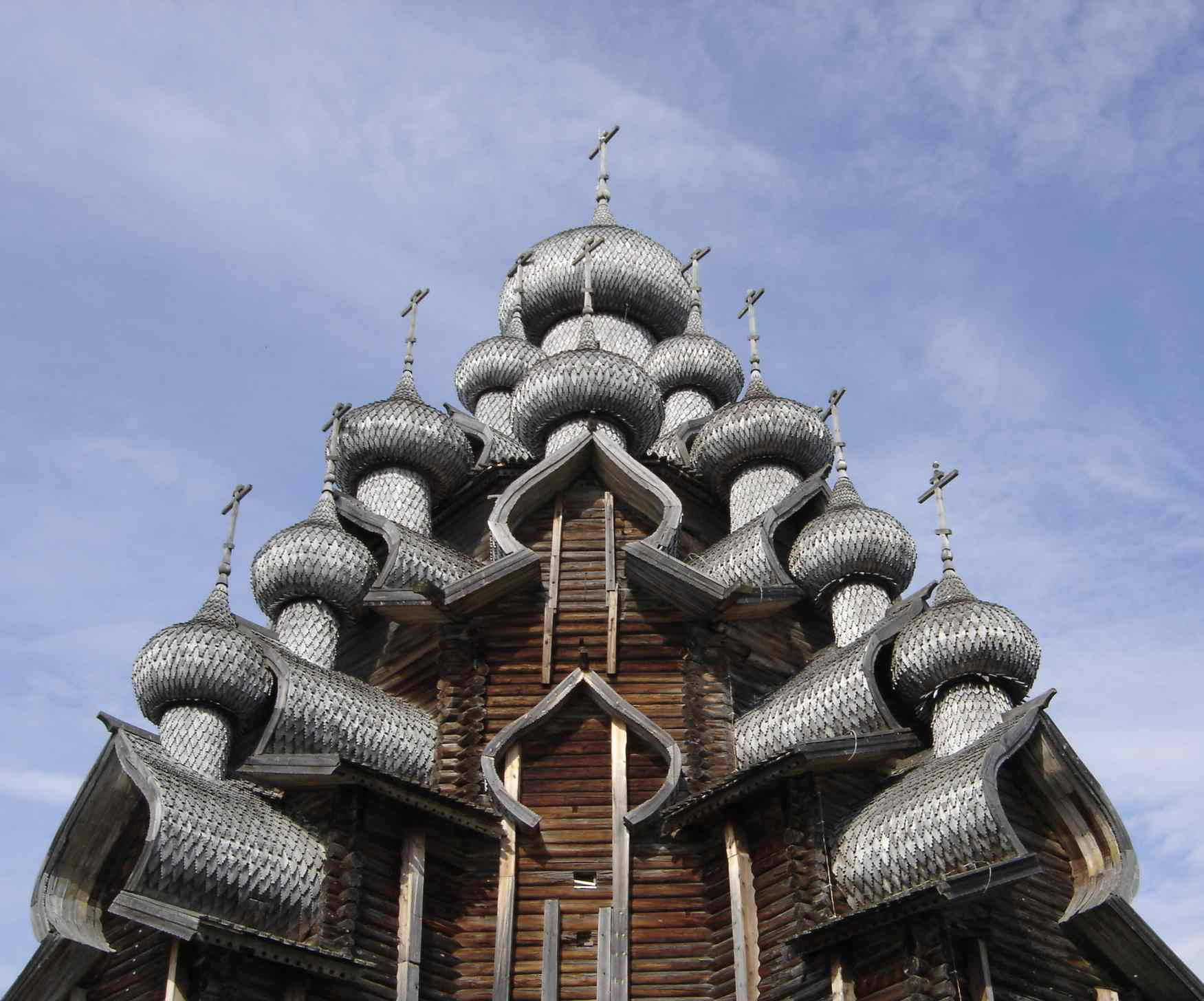
顕栄聖堂（プレオプラジェンスカヤ教会）
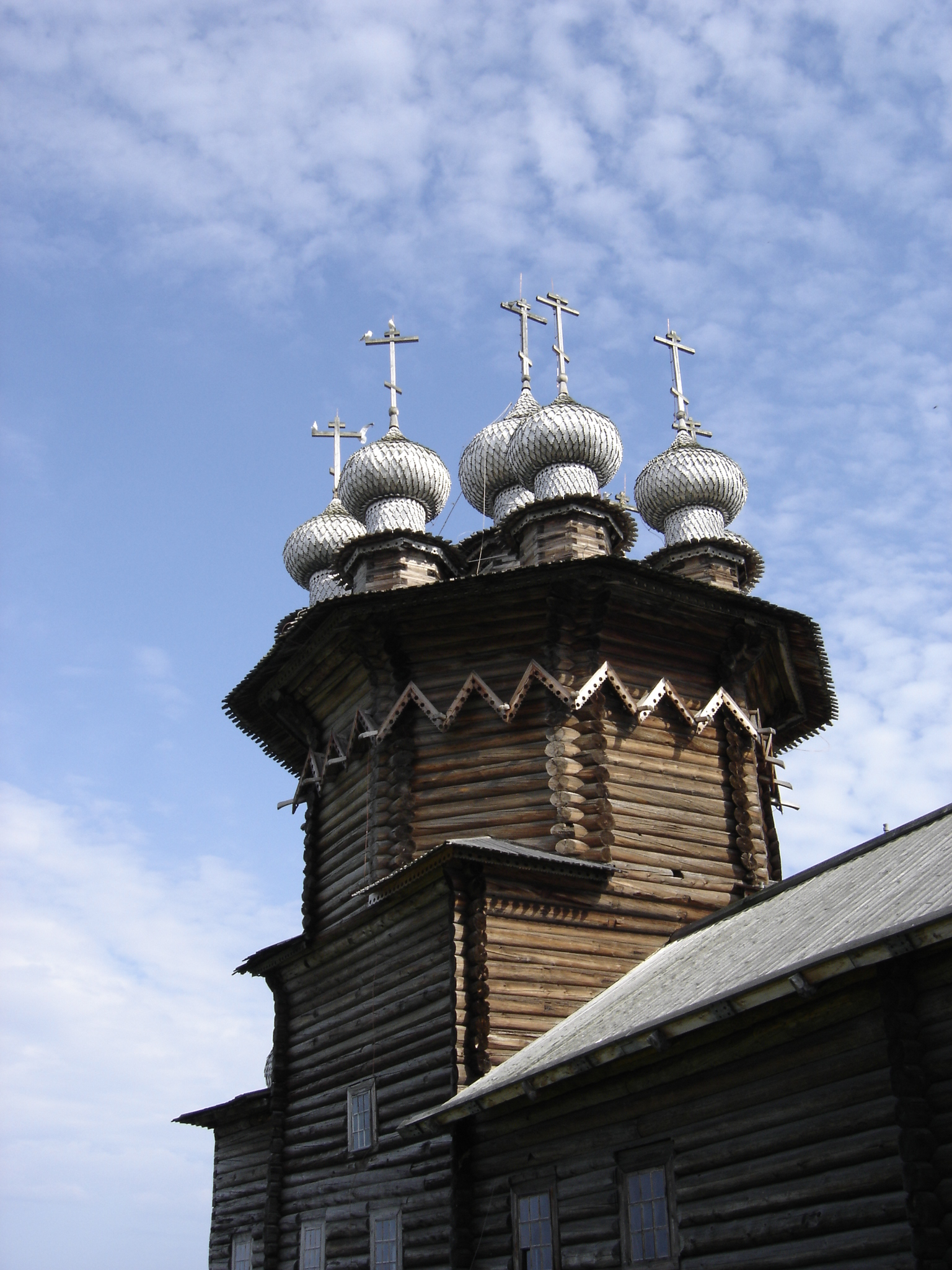
生神女庇護聖堂（ポクローフスカヤ教会）
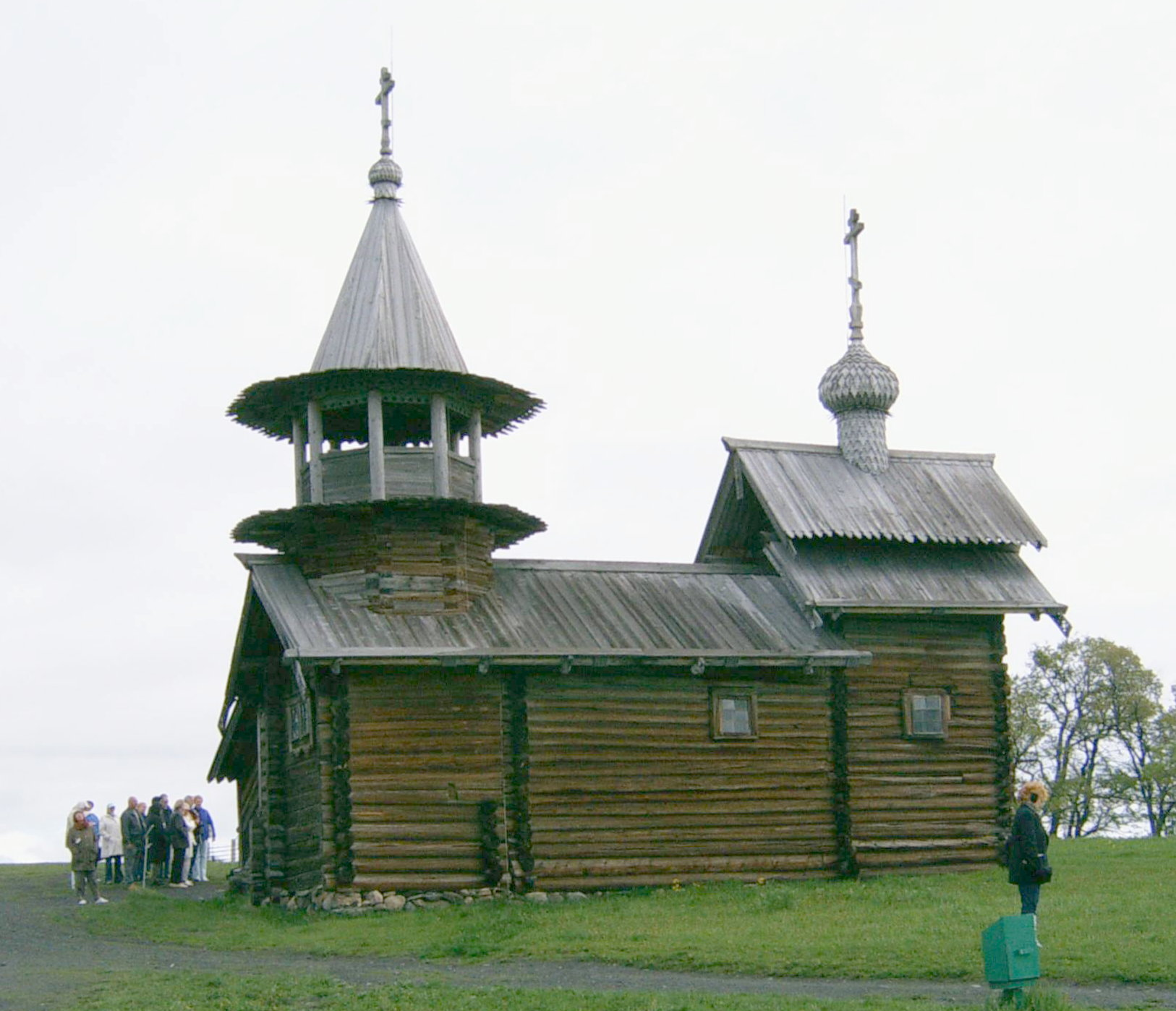
天使首ミハイル聖堂
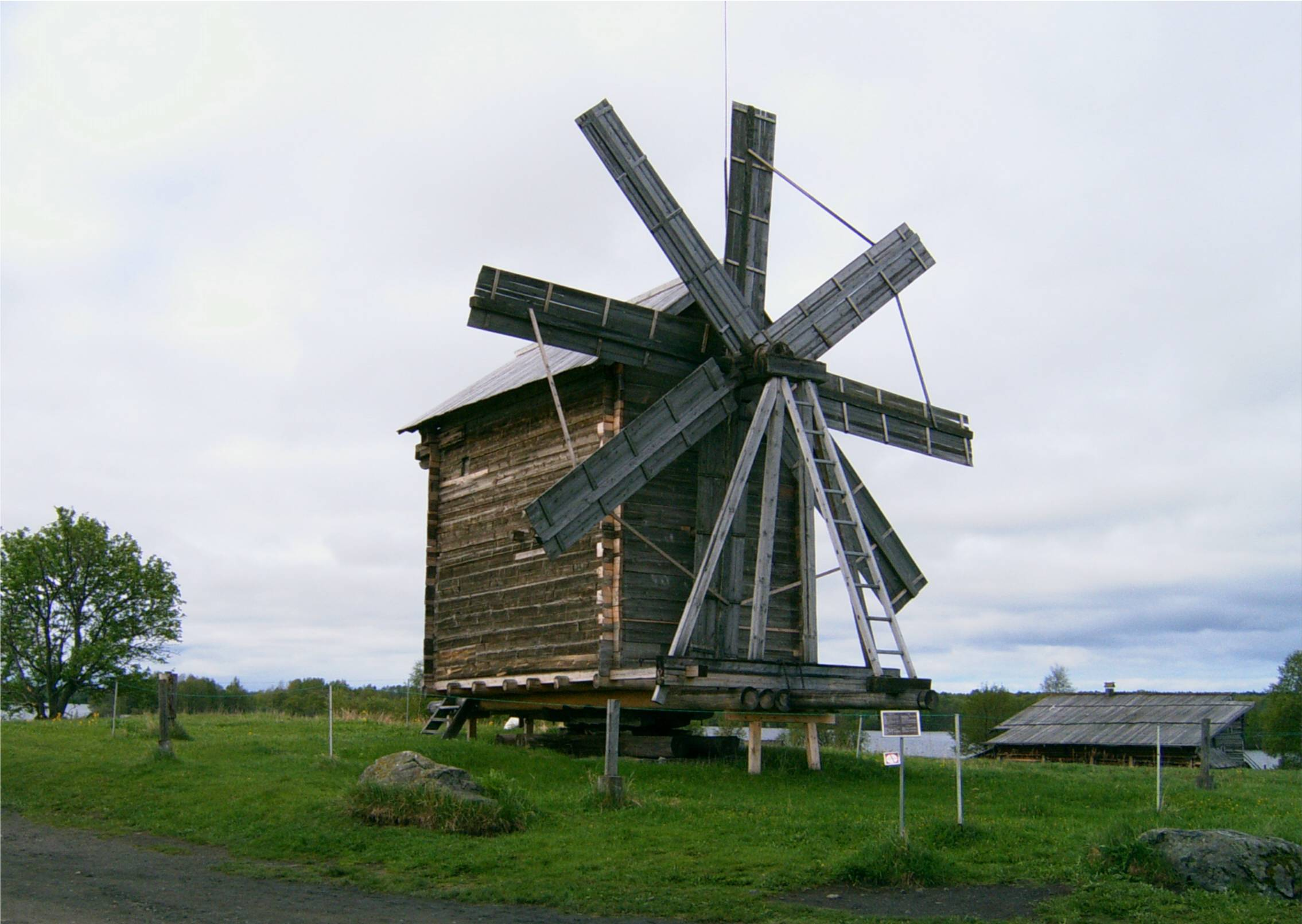
ヴォロニー・オーストロフ村の風車